# 虹桥1号航站楼站
虹桥1号航站楼站，原定名虹桥机场东站，工程名空港一路站，位于中华人民共和国上海市长宁区上海虹桥国际机场东侧，是上海地铁10号线的地铁车站，于2010年11月30日启用。为方便与2号线换乘，10号线从本站起至终点站虹桥火车站站，列车左侧行车、开右边门。

## 车站设计

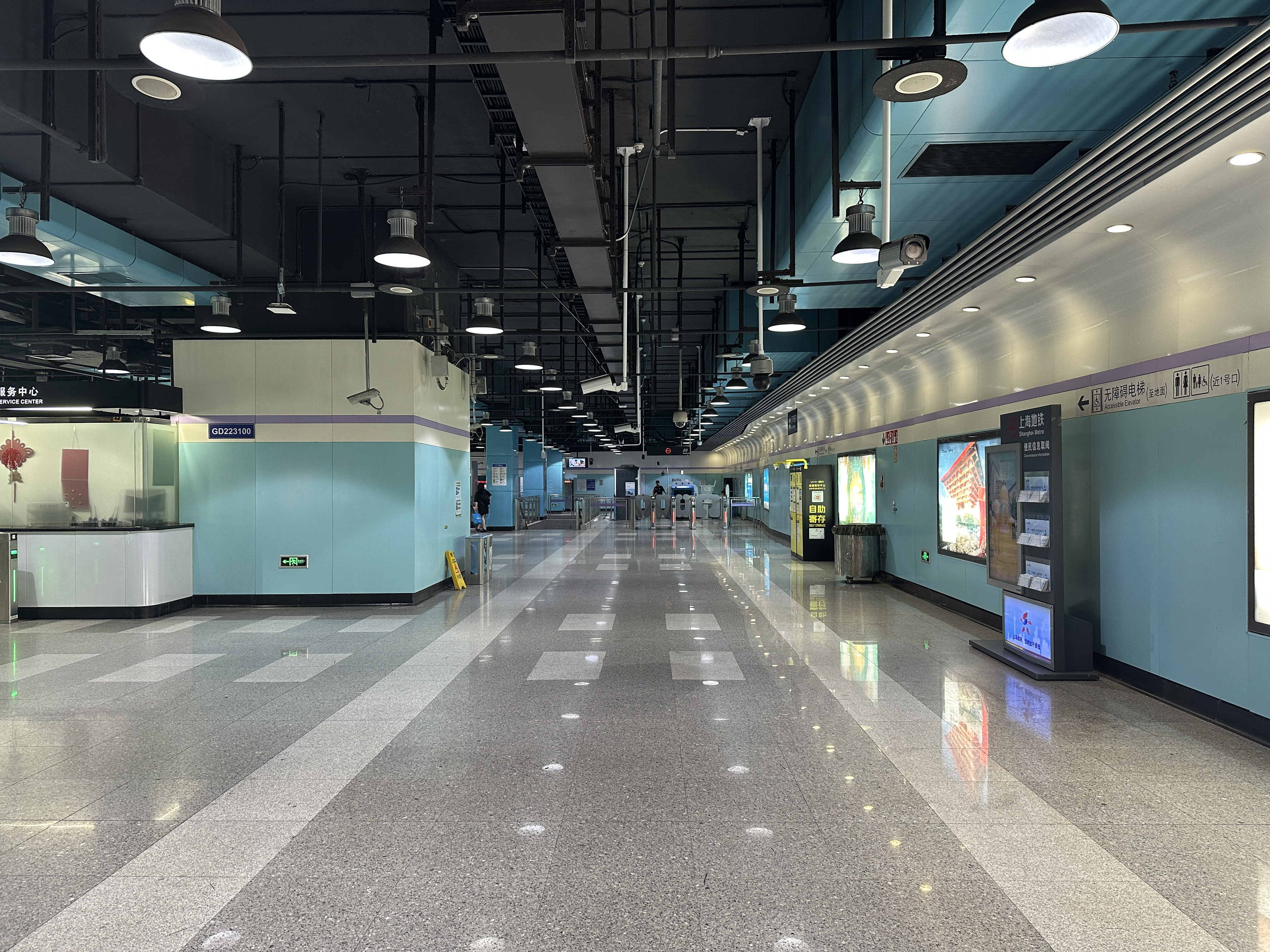
站厅

### 楼层分布
| 地面层   | 出入口             | 1、3出入口                             |  |  |
| 地下一层 | 站厅               | 票务服务、自动售票机、人工服务台       |  |  |
| 地下二层 |                    | █ 10号线 往基隆路（上海动物园）        |  |  |
|          | 岛式站台，右侧开门 |                                        |  |  |
|          |                    | █ 10号线 往虹桥火车站（虹桥2号航站楼） |  |  |

### 站厅
虹桥1号航站楼站站厅位于地下一层。

### 站台
虹桥1号航站楼站站台位于地下二层，设有一座岛式站台，有10号线经过。

## 出入口
虹桥1号航站楼站目前开放2个出入口，各出入口如下所示：
| 出口编号            | 出口指示           | 照片 |
| ------------------- | ------------------ | ---- |
| 1 · 出口 · （设有） | 空港一路，迎宾一路 |      |
| 3 · 出口            | 空港二路，迎宾一路 |      |
| 图例： 设有         |                    |      |

## 接驳交通

### 公交
807、1207、机场专线、虹桥机场航站楼摆渡车（虹桥机场1号航站楼—虹桥机场2号航站楼）

## 车站周边
- 虹桥机场1号航站楼